# 只升华
只升华（1951年7月—），男，汉族，天津人，北京大学国际政治系政治学干部专修科大学专科毕业，中央党校大学学历，1975年12月加入中国共产党，1971年2月参加工作。历任天津市副市长、市委政法委副书记。

## 简历
- 1971年起在静海县大张屯中学任教，后历任校负责人，县教育局教育组负责人、政工科副科长、科长，大丰堆公社党委副书记、管委会副主任，县委农村工作部副部长，县纪委副书记兼县委办公室主任、纪委书记。
- 1986年起，先后任天津市静海县委常委、县纪委书记，县委常委、常务副县长，县委副书记、政法委书记。
- 1991年起，先后任天津市静海县县长，宁河县委书记兼县政协主席，大港区委书记、市委滨海新区工委副书记。
- 2003年1月至2012年5月10日[2]，任天津市副市长，分管市区工作：市容和园林、交通运输和港口、市政公路等城市管理，公安（消防、边防）[3]、司法、国家安全、信访、民政、民族、宗教[4]、社会稳定工作[5]。
- 2007年9月，担任市委政法委副书记。
- 2012年1月10日天津市政协十二届六次会议举行第三次全体会议。会议增补只升华为市十二届政协副主席。